# Риттбергер

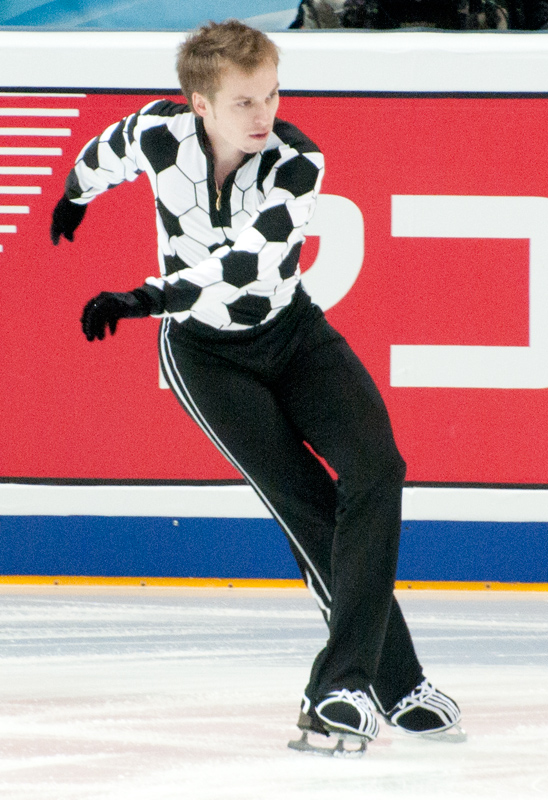
Сергей Воронов выполняет риттбергер на Rostelecom Cup 2011

Ри́ттбергер, в иностранной и старой отечественной литературе прыжок петлёй (англ. loop) — один из трёх рёберных прыжков в фигурном катании. Может быть применён вторым и третьим в каскаде.
По новой системе судейства одинарный риттбергер оценивается в 0,5 балла, двойной — 1,7; стоимость тройного риттбергера составляет 4,9 балла, четверного — 10,5 балла.

## История
Этот прыжок назван по имени немецкого фигуриста Вернера Риттбергера, впервые исполнившего его в 1910 году, однако в англо- и франкоязычных странах прыжок называют «петля» (англ. loop, фр. boucle). Первый тройной риттбергер исполнил на Олимпиаде 1952 Дик Баттон, среди женщин — Габи Зайферт — дочь и ученица прославленного тренера Ютты Мюллер, на чемпионате Европы в 1968. На Кубке СССР в Челябинске 11 января 1974 в произвольной программе Костантин Кокора перым среди советских фигуристов сделал тройной риттбергер. Впервые успешно выполнил четверной риттбергер Юдзуру Ханю на турнире Autumn Classic International 2016 в Монреале. В декабре 2020 года Софья Самоделкина впервые среди женщин предприняла попытку исполнить четверной риттбергер на Чемпионате города Москва, но упала с прыжка. Уже через год на этапе Кубка России в Перми Аделия Петросян впервые в истории фигурного катания попыталась выполнить два четверных риттбергера в одной программе, что до этого не удавалось сделать ни мужчинам, ни женщинам. Однако на первом четверном риттбергере, выполняемом в каскаде с двойным тулупом, судьи поставили недокрут в четверть, а со второго четверного риттбергера фигуристка упала. Но уже через месяц Аделии Петросян удалось выполнить два чистых четверных риттбергера в одной программе, один из которых в каскаде с двойным тулупом, на Чемпионате России 2022 в Санкт-Петербурге.
Курт Браунинг первым исполнил каскад тройной сальхов + тройной риттбергер.

## Техника
Фигурист с левым вращением скользит на правой ноге назад-наружу, лицом внутрь круга, свободная (левая) нога вперёд-накрест. Всё тело, за исключением опорной (правой) ноги, разворачивается против часовой стрелки, одновременно делается толчок правой ногой. Приземление, как и в остальных прыжках, на правую ногу назад-наружу.
Чтобы добавить угловой скорости, на толчковую дугу выходят с тройки вперёд-внутрь или даже с двойной тройки (назад-наружу — вперёд-внутрь). Ирина Слуцкая, например, даже спустя несколько лет после окончания спортивной карьеры выполняла тройной риттбергер, но перед этим основательно раскручивалась тройками.
Риттбергер может быть вторым прыжком в каскаде, техника такого прыжка несколько отличается.

### Подводящие упражнения
После относительно простого сальхова риттбергер может оказаться «крепким орешком», нужно чувствовать ось вращения и «кататься руками». Первое отрабатывается совершенствованием прыжковой техники, в зале и на льду. Второе — приёмом «риттбергерная тройка», он же «риттбергерный разворот»: RBO → тройка назад-наружу, RFI → моухок, LBI → смена ноги, RBO.

## Варианты

### Полуриттбергер
Полуриттбергер (англ. falling leaf) — разновидность прыжка в шпагат с заходом риттбергер. Фигурист исполняет, если не настоящий шпагат, то как минимум длинный шаг, после чего приземляется на левый зубец и правое ребро вперёд-внутрь.

### Ойлер
Ойлер (англ. half-loop, Euler jump; некорректно «оллер») — однооборотный прыжок с заходом как у риттбергера и приземлением на маховую (левую) ногу назад-внутрь. Также выполняется не в плотной группировке, а в шпагат. Обычно используется как промежуточный — после него можно прыгнуть сальхов или флип, а также, переступив на правую ногу, тулуп или риттбергер.
По правилам на 2010—12, будучи исполненным в середине каскада, ойлер приравнивается к одиночному риттбергеру. Также широко применяется на роликах, до которых система ИСУ ещё не добралась, а прыжки более чем в два оборота проблематичны.

### Валлей
Валлей или цак (англ. Walley jump) — помесь лутца и риттбергера, вращательный рёберный прыжок с внутреннего ребра правой ноги на внешнее правой же. Очень сложен, рекордом считается двойной валлей. Валлей, выполненный в обратную сторону, иногда применяется как выход на лутц. В системе ИСУ считается связующим прыжком, поэтому исполняется крайне редко.
Зубцовая версия валлея — «ту-валлей» — оценивается как обычный тулуп.

### Внутренний аксель
Прыжок в полтора оборота с внутреннего ребра правого конька вперёд (RFI → RBO). Несмотря на название, по механике раскрутки этот прыжок — близкий родственник риттбергера.